# Afrodisiac
Afrodisiac – czwarty album Brandy Norwood wydany przez Atlantic Records 2004 roku. W USA album rozszedł się w czterech milionach egzemplarzy, a na świecie w dziewięciu. Wydane zostały z niego cztery single: Talk About Our Love (duet z Kanye West), Afrodisiac, Who Is She 2 U (duet z Usher Raymond IV) i Turn It Up.

## Lista utworów
1. "Who I Am" (Warryn Campbell, Jeffrey Campbell) – 3:35
2. "Afrodisiac" (Kenisha Pratt, Kenneth Pratt, Tim Mosley) – 3:47
3. "Who Is She 2 U" (featuring Usher) (Walter Millsap III, Candice Nelson, T. Mosley, Leon Ware, Jacqueline Hilliard) – 4:43
4. "Talk About Our Love" (featuring Kanye West) (K. West, Harold Lilly, Carlos Wilson, Louis Wilson, Ricardo Wilson, Claude Cave II) – 3:34
5. "I Tried" (W. Millsap III, C. Nelson, T. Mosley, Will Champion, Steve Harris, Chris Martin, Guy Berryman, Johnny Buckland) – 4:45
6. "Where You Wanna Be" (featuring T.I.) (K. West, H. Lilly) – 3:32
7. "Focus" (W. Millsap III, C. Nelson, T. Mosley) – 4:07
8. "Sadiddy" (K. Pratt, K. Pratt, T. Mosley) – 4:00
9. "Turn It Up" (. Millsap III, C. Nelson, T. Mosley) – 4:12
10. "Necessary" (Rico Wade, Patrick Brown, Ray Murray, Cee-Lo Green) – 3:59
11. "Say You Will" (Theron Feemster) – 3:50
12. "Come As You Are" (Steve "Static" Garrett, T. Mosley) – 3:44
13. "Finally" (W. Millsap III, C. Nelson, T. Mosley, B. Norwood, Hans Zimmer, Nick Glennie-Smith, S. Stern, Darryl Harper) – 3:53
14. "How I Feel" (W. Millsap III, C. Nelson, Erick Walls) – 4:41
15. "Should I Go" (W. Millsap III, C. Nelson, G. Berryman, J. Buckland, W. Champion, C. Martin) – 4:56

## Dodatki
1. "Sirens" (S. Garrett, T. Mosley) – 3:59
2. "Like It Was Yesterday" (Mike City) – 3:53
3. "Nodding Off" (W. Millsap III, C. Nelson, T. Mosley) – 4:10